# Joseph Peslmüller
Joseph Peslmüller (* 1866; † 1952) war ein deutscher Bassist und Kapellsänger.
Er war Direktor der Städtischen Singschule in München und gilt als einer der Wegbereiter des Chorgesangs an deutschen Schulen.

## Ehrungen
- 1956: Benennung einer Straße im Münchener Stadtteil Pasing

## Werke
- Aus entschwundenen Tagen: 50 echte Volkslieder im Wort und Weise, 15.-19. Jahrhundert (mit Cornel Schmitt) – Seyfried, 1909
- Lehrbuch für den elementaren Chorgesang (bearbeitet von Joseph Peslmüller und Joseph Ziegler) – München: Kellerer, 1919
- Die Städtische Singschule München im neunten Dezennium ihrer Bestehens 1911-1920 – München: Kellerer, 1920
- Die Städtische Singschule München von 1830-1930 – München: G. Franz (G. Emil Mayer), 1930